# Eoasthena gnophobathra
Eoasthena gnophobathra là một loài bướm đêm trong họ Geometridae.